# 點校本二十四史
《點校本二十四史》是北京中華書局對中國《二十四史》點校整理的產物，是目前《二十四史》的通行本。
1956年7月，毛澤東指示吳晗、范文瀾組織標點「前四史」，其後被列為中華人民共和國国庆十周年献礼。1978年春，最後一本完成的點校本《宋史》出版，時已經歷二十多年。2006年起，中華書局對《點校本二十四史》開展重新修訂。

## 成書

### 首次點校
在《點校本二十四史》出版以前，張元濟的《百衲本二十四史》為當時中國《二十四史》的最善本，但沒有标点或断句，故常人難以閱讀。
早於1956年，中华人民共和国文化部副部长郑振铎在《人民日报》撰文，提出要整理出版“面貌全新、校勘精良的中华人民共和国版二十四史”。1958年2月，古籍整理出版规划小组成立，該小組所制定的第一個古籍規劃，即有「二十四史」。
同年7月，毛澤東指示吳晗、范文瀾組織標點「前四史」。9月13日，吳、范二人召集學者，召開了「標點前四史及改繪楊守敬地圖會議」，確立了點校「前四史」的分工和方案。「前四史」將於1959年10月前出版，以作中華人民共和國国庆十周年献礼。此外，會議上還責成北京中華書局組織人力，訂出標點其他二十史及《清史稿》的方案。会议记录經吳晗修改後，吳晗以吳、范二人的名義，向毛澤東寫信匯報。毛澤東回信：“计划很好，望照此实行。”
中華書局隨即組織了顧頡剛、聶崇岐、齊思和、宋雲彬、傅彬然、陳乃乾、章錫琛、王伯祥等學者點校「二十四史」。他們制訂了《“二十四史”整理計劃》，該計劃列入《三年至八年（1960—1967）整理和出版古籍的重点规划》中。因點校工作繁複，在1959年10月1日前只完成了《史記》的點校。「前四史」的點校本至1965年才出齊。
为了保证点校的进度，由赵守俨向中共中央宣傳部的周扬提议，要求把外地承担各史点校工作的学者调到北京。1963年秋冬，唐長孺、鄭天挺、王仲犖等學者先後進京，進行點校工作。 1966年“文化大革命”爆發，“二十四史”整理工作陷於停頓。

### 二次點校
1967年5月，在戚本禹的提議下，要求中華書局繼續點校「二十四史」，並且可以用回以往的點校班子。但原任點校的學者只有一部份可以借調至中華書局，另一部份人則因其所在單位的「造反派」認其「問題嚴重」，未能借調出來。中華書局在學部系統（今中國社科院）和北京各高等院校中補充空缺，加上中華書局的人員，繼續展開點校工作。1968年1月14日，戚本禹被中央宣佈「請假檢討」，點校工作再次停止。:255
依據《整理出版二十四史及〈清史稿〉的請示報告》，在文化大革命前，其餘二十史的點校進度如下：
- 已付型，有三部：《南齐书》、《周书》、《陈书》
- 校點完畢，待修改校勘记后即可付排，有四部：《晋书》、《梁书》、《北齐书》、《隋书》
- 校点完毕，已复校一部分，全书复校后即可付排，有一部：《明史》
- 校点过大部分或一部分，有十一部：《宋书》、《魏书》、《南史》、《北史》、《旧唐书》、 《新唐书》、《旧五代史》、《新五代史》、《宋史》、《辽史》、《金史》，其中《宋史》另有聂崇岐全部初点稿
- 初步标点过一小部分，有一部：《元史》

### 三次點校
1971年，全國出版工作會議在北京召開。周恩来批示：“二十四史中除已標點者外，再加《清史稿》，都請中華書局負責加以組織，請人標點，由顧頡剛先生總其成。」，並要求“你們要合作，協商一下，不要重複，早一點完成。”早於1958年，中華書局已經請人將《清史稿》全書作斷句、校勘，準備影印出版。但因為整理工作粗糙，底本選擇不佳，一直沒有出版。當時，顧頡剛年事已高，身體衰弱，實際並沒有參與點校工作。白壽彝任「『二十四史』及《清史稿》點校組」組長，吳樹平和趙守儼任副組長。:257
1971年5月3日，中华人民共和国国务院出版口領導小組編寫了《整理出版二十四史及〈清史稿〉的請示報告》，對“二十四史校點情況”、“人員的組織和分工”、“整理校點工作的辦法”、“《清史稿》的整理辦法”及全部工作的大致進度，向中央彙報，並得到了毛澤東的同意。
依據《整理出版二十四史及〈清史稿〉的請示報告》，為了加快點校工作的進行，點校人員集中到北京和上海兩地，「北京由中華書局負責，上海由（上海）人民出版社負責」。兩《唐書》、兩《五代史》、《宋史》由上海人民出版社負責，中華書局所存的點校稿和材料也供上海方面參考。「二十四史」的其餘部份，和《清史稿》則由中華書局負責:256。整理工作的重點為标点和分段上。《報告》要求各史正文都要分段，並以新式标点符号标点。人名、地名、书名及一些官名，也都用专名符号一一标出。标点要追求准确，分段要求合理而不破坏文章结构。每史校點後，將重要文字異同寫成「校勘記」，置於每卷或每篇章之後。
原定在1973年前將「二十四史」及《清史稿》全部校點出版。1978年春，點校本《宋史》才出版，至此“二十四史”的點校、出版工作均完成，較原定遲四年多。

## 首版情況
| 书名     | 点校整理者                                           | 出版时间                         | 附記 |
| -------- | ---------------------------------------------------- | -------------------------------- | --- |
| 史记     | 顾颉刚、贺次君、宋云彬                               | 1959年9月                        | 顧頡剛早於中華民國大陸時期就已經有點校《史記》打算。1954年，中華書局約請顧頡剛點校《史記》。點校工作由顧頡剛及其學生賀次君二人進行。1958年點校「前四史」工作會議後，宋雲彬在顧頡剛工作的基礎上，標點《史記》。宋雲彬多次和王伯祥、葉聖陶商議標點的問題。中華書局多次召集學者商討標點。聂崇岐任总覆校工作。以張文虎校本為底本，未作新的校勘記。 |
| 汉书     | 西北大学历史系标点、傅东华撰校勘记                   | 1962年6月                        | 以《漢書補注》（不包括《補注》）為底本，參校多份本子，吸收《補注》和楊樹達《漢書窺管》中的若干校勘意見。西北大学歷史系作點校工作，由傅东华加工，並撰写校勘记置於卷末。:252 |
| 后汉书   | 宋云彬                                               | 1965年5月                        | |
| 三国志   | 陈乃乾                                               | 1959年12月                       | 沒有固定底本，以四種本子互校。異文處未說明所依版本。全書之末有簡單校勘記，材料來源為盧弼的《三國志集解》。:252 |
| 晉書     | 吴则虞、杨伯峻、陈仲安                               | 1974年11月                       | 吳則虞的點校本於1966年已經部份付排，文革間拆版。:254文革後，由楊伯峻覆閱修改吳則虞的原點校稿。:256 |
| 宋书     | 王仲犖点校，傅璇琮编辑整理                           | 1974年10月                       | 「南朝五史」由初擬由上海史學會負責，後改由山東大學歷史系的王仲荦、卢振华、张维华負責點校整理工作。1961年5月，趙守儼往濟南了解「南朝五史」的點校進度，當時預計「年内可完成《梁书》和《南齐书》。《陈书》明年上半年可完成。《宋书》《南史》争取在1962年完成」。 實際各史都未如進度，1963年5月，《南齐书》《梁书》已经着手初点。《南史》曾经由华山部分初点，《宋书》《陈书》还未開始。1963年秋至文革開始期間，王仲犖、盧振華三人先後借調進京，王仲荦負責《南齊書》，张维华負責《陳書》，已經完成並付型。盧振華負責《梁書》，基本完成但未定稿。 文革後期，王仲犖赴京，繼續負責「南朝五史」，《宋書》的點校主要他由王仲犖在文革後完成的。盧振華下肢癱瘓，未能赴京，在病榻上完成《梁書》定稿和《南史》點校。 |
| 南齐书   | 王仲犖点校，宋云彬编辑整理                           | 1972年1月                        | 「南朝五史」由初擬由上海史學會負責，後改由山東大學歷史系的王仲荦、卢振华、张维华負責點校整理工作。1961年5月，趙守儼往濟南了解「南朝五史」的點校進度，當時預計「年内可完成《梁书》和《南齐书》。《陈书》明年上半年可完成。《宋书》《南史》争取在1962年完成」。 實際各史都未如進度，1963年5月，《南齐书》《梁书》已经着手初点。《南史》曾经由华山部分初点，《宋书》《陈书》还未開始。1963年秋至文革開始期間，王仲犖、盧振華三人先後借調進京，王仲荦負責《南齊書》，张维华負責《陳書》，已經完成並付型。盧振華負責《梁書》，基本完成但未定稿。 文革後期，王仲犖赴京，繼續負責「南朝五史」，《宋書》的點校主要他由王仲犖在文革後完成的。盧振華下肢癱瘓，未能赴京，在病榻上完成《梁書》定稿和《南史》點校。 |
| 梁书     | 卢振华点校，宋云彬、赵守俨编辑整理                   | 1973年5月                        | 「南朝五史」由初擬由上海史學會負責，後改由山東大學歷史系的王仲荦、卢振华、张维华負責點校整理工作。1961年5月，趙守儼往濟南了解「南朝五史」的點校進度，當時預計「年内可完成《梁书》和《南齐书》。《陈书》明年上半年可完成。《宋书》《南史》争取在1962年完成」。 實際各史都未如進度，1963年5月，《南齐书》《梁书》已经着手初点。《南史》曾经由华山部分初点，《宋书》《陈书》还未開始。1963年秋至文革開始期間，王仲犖、盧振華三人先後借調進京，王仲荦負責《南齊書》，张维华負責《陳書》，已經完成並付型。盧振華負責《梁書》，基本完成但未定稿。 文革後期，王仲犖赴京，繼續負責「南朝五史」，《宋書》的點校主要他由王仲犖在文革後完成的。盧振華下肢癱瘓，未能赴京，在病榻上完成《梁書》定稿和《南史》點校。 |
| 陈书     | 张维华                                               | 1972年3月                        | 「南朝五史」由初擬由上海史學會負責，後改由山東大學歷史系的王仲荦、卢振华、张维华負責點校整理工作。1961年5月，趙守儼往濟南了解「南朝五史」的點校進度，當時預計「年内可完成《梁书》和《南齐书》。《陈书》明年上半年可完成。《宋书》《南史》争取在1962年完成」。 實際各史都未如進度，1963年5月，《南齐书》《梁书》已经着手初点。《南史》曾经由华山部分初点，《宋书》《陈书》还未開始。1963年秋至文革開始期間，王仲犖、盧振華三人先後借調進京，王仲荦負責《南齊書》，张维华負責《陳書》，已經完成並付型。盧振華負責《梁書》，基本完成但未定稿。 文革後期，王仲犖赴京，繼續負責「南朝五史」，《宋書》的點校主要他由王仲犖在文革後完成的。盧振華下肢癱瘓，未能赴京，在病榻上完成《梁書》定稿和《南史》點校。 |
| 南史     | 王仲犖、卢振华                                       | 1975年6月                        | 「南朝五史」由初擬由上海史學會負責，後改由山東大學歷史系的王仲荦、卢振华、张维华負責點校整理工作。1961年5月，趙守儼往濟南了解「南朝五史」的點校進度，當時預計「年内可完成《梁书》和《南齐书》。《陈书》明年上半年可完成。《宋书》《南史》争取在1962年完成」。 實際各史都未如進度，1963年5月，《南齐书》《梁书》已经着手初点。《南史》曾经由华山部分初点，《宋书》《陈书》还未開始。1963年秋至文革開始期間，王仲犖、盧振華三人先後借調進京，王仲荦負責《南齊書》，张维华負責《陳書》，已經完成並付型。盧振華負責《梁書》，基本完成但未定稿。 文革後期，王仲犖赴京，繼續負責「南朝五史」，《宋書》的點校主要他由王仲犖在文革後完成的。盧振華下肢癱瘓，未能赴京，在病榻上完成《梁書》定稿和《南史》點校。 |
| 魏書     | 王永兴、汪绍楹、唐长孺                               | 1974年6月                        | 「北朝四史」由武漢大學歷史系承擔，唐長孺負責。點校工作由1960年底開始，武漢大學歷史系成立了「北朝四史點校小組」，小組計七人，有唐长孺、陈仲安、石泉、赵婷、陈庆中、曹绍廉、谭两宜；唐長孺任組長。其中，陳仲安作為唐長孺助手，全程參與了「北朝四史」點校。 1963年5月，趙守儼往武漢了解點校情況，“武汉大学校点的北朝四史，暑假前可完成《周书》、《北齐书》的本校和与《北史》的校勘。估计再有七个星期可以完成这项工作。”“明年只能完成《魏书》一种」。實際上，「北朝四史」都未如計劃推進。在文革前，「北朝四史」中《周書》已經全部完成並付型，未付印。《北齊書》基本完成。《魏書》、《北史》的主要點校工作都是文革後期進行的。                                                                              |
| 北齐书   | 唐长孺、陈仲安、石泉、赵婷、陈庆中、曹绍廉、谭两宜等 | 1972年11月                       | 「北朝四史」由武漢大學歷史系承擔，唐長孺負責。點校工作由1960年底開始，武漢大學歷史系成立了「北朝四史點校小組」，小組計七人，有唐长孺、陈仲安、石泉、赵婷、陈庆中、曹绍廉、谭两宜；唐長孺任組長。其中，陳仲安作為唐長孺助手，全程參與了「北朝四史」點校。 1963年5月，趙守儼往武漢了解點校情況，“武汉大学校点的北朝四史，暑假前可完成《周书》、《北齐书》的本校和与《北史》的校勘。估计再有七个星期可以完成这项工作。”“明年只能完成《魏书》一种」。實際上，「北朝四史」都未如計劃推進。在文革前，「北朝四史」中《周書》已經全部完成並付型，未付印。《北齊書》基本完成。《魏書》、《北史》的主要點校工作都是文革後期進行的。                                                                              |
| 周书     | 唐长孺、陈仲安、石泉、赵婷、陈庆中、曹绍廉、谭两宜等 | 1971年11月                       | 「北朝四史」由武漢大學歷史系承擔，唐長孺負責。點校工作由1960年底開始，武漢大學歷史系成立了「北朝四史點校小組」，小組計七人，有唐长孺、陈仲安、石泉、赵婷、陈庆中、曹绍廉、谭两宜；唐長孺任組長。其中，陳仲安作為唐長孺助手，全程參與了「北朝四史」點校。 1963年5月，趙守儼往武漢了解點校情況，“武汉大学校点的北朝四史，暑假前可完成《周书》、《北齐书》的本校和与《北史》的校勘。估计再有七个星期可以完成这项工作。”“明年只能完成《魏书》一种」。實際上，「北朝四史」都未如計劃推進。在文革前，「北朝四史」中《周書》已經全部完成並付型，未付印。《北齊書》基本完成。《魏書》、《北史》的主要點校工作都是文革後期進行的。                                                                              |
| 北史     | 唐长孺、陈仲安                                       | 1974年10月                       | 「北朝四史」由武漢大學歷史系承擔，唐長孺負責。點校工作由1960年底開始，武漢大學歷史系成立了「北朝四史點校小組」，小組計七人，有唐长孺、陈仲安、石泉、赵婷、陈庆中、曹绍廉、谭两宜；唐長孺任組長。其中，陳仲安作為唐長孺助手，全程參與了「北朝四史」點校。 1963年5月，趙守儼往武漢了解點校情況，“武汉大学校点的北朝四史，暑假前可完成《周书》、《北齐书》的本校和与《北史》的校勘。估计再有七个星期可以完成这项工作。”“明年只能完成《魏书》一种」。實際上，「北朝四史」都未如計劃推進。在文革前，「北朝四史」中《周書》已經全部完成並付型，未付印。《北齊書》基本完成。《魏書》、《北史》的主要點校工作都是文革後期進行的。                                                                              |
| 隋书     | 汪绍楹、阴法鲁、邓经元                               | 1973年8月                        | 《隋書》最初希望武漢大學負責，武漢大學表示有困難。後希望由山東大學負責，也沒有達成。最後交由汪紹楹負責。文革後，因汪紹楹去世，由陰法魯繼續點校。:256 |
| 旧唐书   | 刘节、陈乃乾、復旦大學中文系和歷史系                 | 1975年5月                        | 中華書局將兩《唐書》交由中山大学歷史系負責，而該校將《舊唐書》交由劉節，後交由陳乃乾負責，在文革前，已完成了初點工作，但只寫出部份校記。《新唐書》交由董家遵負責，在文革前，董家遵只完成了初點工作。:251 |
| 新唐书   | 董家遵、华东師範大学、復旦大學中國歷史研究所         | 1975年2月                        | 中華書局將兩《唐書》交由中山大学歷史系負責，而該校將《舊唐書》交由劉節，後交由陳乃乾負責，在文革前，已完成了初點工作，但只寫出部份校記。《新唐書》交由董家遵負責，在文革前，董家遵只完成了初點工作。:251 |
| 旧五代史 | 陈垣、刘乃和、复旦大学                               | 1976年5月                        | 由陳垣主理工作，劉乃和負責《舊五代史》，柴德賡負責《新五代史》。:251 |
| 新五代史 | 陈垣、柴德賡                                         | 1974年12月                       | 由陳垣主理工作，劉乃和負責《舊五代史》，柴德賡負責《新五代史》。:251 |
| 宋史     | 聂崇岐、罗继祖、邓广铭、裴汝诚、张家驹、颜克述等     | 1978春（版權頁作1977年11月）:257 | 由聶崇岐負責點校，他剛剛完成初點（他的工作步驟是先點後校），去世。由羅繼祖繼續點校，十一種《志》由鄧廣銘負責。:251 |
| 辽史     | 冯家昇、陳述                                         | 1974年10月                       | 初由馮家昇負責。文革後期，因馮家昇去世，由陳述繼續點校。:256-257 |
| 金史     | 傅乐焕、张政烺点校，崔文印编辑整理                   | 1975年7月                        | 初由傅樂煥負責。文革後期，因傅樂煥去世，由張政烺繼續點校。:256-257 |
| 元史     | 翁独健、邵循正、林沈、周清澍                         | 1976年4月                        | 初由翁獨健負責。文革後期，邵循正和內蒙古大學蒙古史研究室的學者都參與了點校工作，以林沉、周清澍出力甚多。邵循正在1973年過世。:257 |
| 明史     | 郑天挺、王毓銓、周振甫                               | 1974年4月                        | 由南開大學明清史研究室承擔，鄭天挺負責。:2511971年，點校工作重新開始時，因鄭天挺尚末「解放」，南開大學不同意他赴京，由王毓銓、周振甫繼續點校。:257鄭天挺未參與文革後期的點校工作，然多有提出點校建議。 |
| 清史稿   | 羅爾綱、啟功、王锺翰、孙毓棠                         | 1977年12月                       | 劉大年在早期也有參與點校工作。因《清史稿》問題多，「特別是涉外和邊界問題更為突出」，內部發行。:257 |

## 修訂
2006年，中華書局開展了“二十四史及《清史稿》修订工程”，「力图通过全面系统的版本覆核、文本校订，解决原点校本存在的问题，并吸收最新学术成果，形成一个全新升级版本」。該局点校本“二十四史”及《清史稿》修訂本出版情況如下：
| 書目     | 修訂者         | 出版時間   | 書號               | 附記          |
| -------- | -------------- | ---------- | ------------------ | ------------- |
| 史記     | 趙玉群、汪桂海 | 2013年10月 | ISBN 9787101103144 | [ 12 ]        |
| 漢書     |                | （未定）   |                    |               |
| 後漢書   |                | （未定）   |                    |               |
| 三國志   |                | （未定）   |                    |               |
| 晉書     |                | 预计2025年 |                    | [ 13 ]        |
| 宋書     | 丁福林         | 2018年6月  | ISBN 9787101107012 |               |
| 南齊書   | 景蜀慧         | 2017年8月  | ISBN 9787101127157 |               |
| 梁書     | 景蜀慧、劉灿鵬 | 2020年6月  | ISBN 9787101143980 | [ 14 ]        |
| 陳書     | 景蜀慧、郑小容 | 2021年8月  | ISBN 9787101152722 | [ 15 ] [ 16 ] |
| 南史     | 张金龙         | 2023年11月 | ISBN 9787101163537 | [ 17 ]        |
| 魏書     | 何德章         | 2017年1月  | ISBN 9787101122701 |               |
| 北齐书   | 魏斌           | 2024年8月  | ISBN 9787101166781 | [ 18 ]        |
| 周書     | 劉安志         | 2022年11月 | ISBN 9787101159455 | [ 11 ]        |
| 北史     |                | （未定）   |                    |               |
| 隋書     | 吳玉貴、孟彥弘 | 2019年1月  | ISBN 9787101136289 | [ 19 ]        |
| 舊唐書   |                | （未定）   |                    |               |
| 新唐書   |                | （未定）   |                    |               |
| 舊五代史 | 陳尚君         | 2015年8月  | ISBN 9787101119985 | [ 20 ]        |
| 新五代史 | 陳尚君         | 2015年8月  | ISBN 9787101106292 |               |
| 遼史     | 劉浦江         | 2016年4月  | ISBN 9787101116076 |               |
| 金史     | 程妮娜         | 2019年11月 | ISBN 9787101142181 | [ 21 ]        |
| 元史     |                | （未定）   |                    |               |
| 明史     |                | （未定）   |                    |               |
| 清史稿   |                | （未定）   |                    |               |